# Be'O
Yoo Chan-wook (en hangul, 유찬욱) ; nacido el 27 de abril de 2000, conocido profesionalmente como Be'O (en hangul, 비오), es un rapero y compositor surcoreano. Llamó la atención del público después de participar en el reality show Show Me the Money 10 en 2021.
Be'O firmó con el sello FameUs Entertainment en 2020 con el cual lanzó los  álbumes sencillos Monster (2020) y Bipolar (2021). En 2021, lanzó el sencillo «Counting Stars», el cual alcanzó la posición número uno en Gaon Digital Chart.

## Educación y vida tempranas
Yoo Chan-wook nació el 27 de abril de 2000, en Gwangmyeong, Gyeonggi.  El se graduó de la Escuela de Artes Escénicas de Seúl y  participó en la temporada 3 de High School Rapper en su año final de secundaria.
El adoptó el nombre artístico Be'O por su nombre cristiano Pio.

## Carrera

### 2020-2021: Firma con FameUs Entertainment yShow Me the Money 10
A principios de 2020, Be'O firmó con FameUs Entertainment, un sello de hip hop fundado por el rapero San E. Lanzó los álbumes recopilatorios God FameUs y Famous FameUs con sus compañeros de agencia San E, Errday y Malkey en abril y agosto respectivamente. En septiembre de 2020, lanzó su primer álbum sencillo, Monster.
En mayo del 2021, lanzó el álbum sencillo Bipolar . En octubre del 2021, apareció en el programa de televisión de competencia de rap  Show Me the Money 10, donde ganó popularidad. El video de YouTube de él interpretando «Counting Stars» en la segunda ronda se volvió viral y acumuló más de 10 millones de visitas. «Breathe» y «Limousine», los sencillos que lanzó en el programa, alcanzaron el puesto número 1 en Gaon Digital Chart. También lanzó los sencillos «MBTI», «Without You» y «Nothing» y terminó en tercer lugar. En diciembre de 2021, lanzó el sencillo «Counting Stars» con el rapero Beenzino . que alcanzó el puesto número 1 en Gaon Digital Chart.

### 2022: Firma con BPM Entertainment
El 8 de marzo de 2022, Be'O fue anunciado como nuevo artista bajo BPM Entertainment, ya que será coadministrado por FameUs Entertainment y BPM Entertainment.
Be'O lanzara su primer miniálbum Five Senses el 29 de septiembre de 2022.

## Discografía

### EPs
| Año                                                                                    | Álbum | Posicionamiento en listas | Posicionamiento en listas | Ventas |
| Año                                                                                    | Álbum | COR                       | JPN                       | Ventas |
| -------------------------------------------------------------------------------------- | --- | ------------------------- | ------------------------- | ------ |
| 2022                                                                                   | Five Senses - Lanzamiento: 29 de septiembre de 2022 - Discográfica: BPM Entertainment - Formato: CD, descarga digital, streaming |                           |                           |        |
| «—» indica que el álbum no alcanzó posición alguna o no fue lanzado en ese territorio. | |                           |                           |        |

### Álbumes recopilatorios
| Año                                                                                    | Álbum | Posicionamiento en listas | Posicionamiento en listas | Ventas | Certificaciones |
| Año                                                                                    | Álbum | COR                       | JPN                       | Ventas | Certificaciones |
| -------------------------------------------------------------------------------------- | --- | ------------------------- | ------------------------- | ------ | --------------- |
| 2020                                                                                   | God FameUs (con San E, Errday, Malkey) - Lanzamiento: 9 de abril de 2020 - Discográfica: FameUs Entertainment, Warner Music Group - Formato: CD, descarga digital, streaming      | —                         | —                         |        |                 |
| 2020                                                                                   | Famous FameUs (con San E, Errday, Malkey) - Lanzamiento: 26 de agosto de 2020 - Discográfica: FameUs Entertainment, Warner Music Group - Formato: CD, descarga digital, streaming | —                         | —                         |        |                 |
| «—» indica que el álbum no alcanzó posición alguna o no fue lanzado en ese territorio. | |                           |                           |        |                 |

### Singles
| Título | Año  | Posición en listas de éxitos | Álbum                           |
| Título | Año  | COR                          | Álbum                           |
| --- | ---- | ---------------------------- | ------------------------------- |
| «That's Wolf»                                                                                              | 2020 | —                            | Monster                         |
| «Vampire»                                                                                                  | 2020 | —                            | Monster                         |
| «Blurry in My Hotel Room» (featuring Kuzi)                                                                 | 2021 | —                            | Sencillo sin álbum              |
| «Bad Love»                                                                                                 | 2021 | —                            | Sencillo sin álbum              |
| «Brand» (featuring Layone)                                                                                 | 2021 | 126                          | Bipolar                         |
| «Suddenly» (en hangul, 문득)                                                                               | 2021 | 20                           | Bipolar                         |
| «Breathe» (en hangul, 쉬어) (con Anandelight, Unofficialboyy, Geegooin, Mudd the Student) (featuring Mino) | 2021 | 1                            | Show Me the Money 10 Episodio 1 |
| "Limousine" (리무진) (featuring Mino)                                                                      | 2021 | 1                            | Show Me the Money 10 Episodio 3 |
| «MBTI» (featuring Coogie y Loco)                                                                           | 2021 | 6                            | Show Me the Money 10 Semi Final |
| «Without You» (en hangul, 네가 없는 밤) (featuring Ash Island)                                             | 2021 | 9                            | Show Me the Money 10 Final      |
| «Nothing» (en hangul, 지나고 보면) (featuring Hwasa y Mino)                                                | 2021 | 73                           | Show Me the Money 10 Final      |
| «B.O.T.B» (with Gaeko, Changmo, Don Mills, Los, DeVita, Sole y Since)                                      | 2021 | —                            | Sencillo sin álbum              |
| «Counting Stars» (featuring Beenzino)                                                                      | 2021 | 1                            | Sencillo sin álbum              |
| «Love Me»                                                                                                  | 2022 | 9                            | Sencillo sin álbum              |
| «Complex» (en hangul, 자격지심) (featuring Zico)                                                           | 2022 |                              | Five Senses                     |

## Filmografía

### Televisión
| Año  | Título               | Función                      | Ref.   |
| ---- | -------------------- | ---------------------------- | ------ |
| 2019 | High School Rapper 3 | Participante                 | [ 10 ] |
| 2021 | Show Me the Money 10 | Participante ( tercer lugar) | [ 11 ] |

## Premios y nominaciones
| Premio                      | Año  | Candidato        | Categoría                      | Resultado | Ref.   |
| --------------------------- | ---- | ---------------- | ------------------------------ | --------- | ------ |
| Korean Hip-hop Awards       | 2022 | Él               | New Artist of the Year         | Nominado  | [ 12 ] |
| Korean Hip-hop Awards       | 2022 | «Counting Stars» | Hip-hop Track of the Year      | Nominado  | [ 12 ] |
| K Global Heart Dream Awards | 2022 | Él               | K Global Hip-hop Award         | Ganador   | [ 13 ] |
| MAMA Awards                 | 2022 | «Counting Stars» | Best Hip-hop & Urban Music     | Nominado  | [ 14 ] |
| Genie Music Awards          | 2022 | «Counting Stars» | Song of the Year               | Nominado  | [ 15 ] |
| Genie Music Awards          | 2022 | Él               | Solo masculino                 | Nominado  | [ 15 ] |
| Genie Music Awards          | 2022 | Él               | Mejor actuación de Rap/Hip-hop | Ganador   | [ 16 ] |
| Golden Disk Awards          | 2023 | Él               | Solo Male Artist               | Ganador   | [ 17 ] |
| Golden Disk Awards          | 2023 | «Counting Stars» | Mejor Canción Digital          | Nominado  | [ 18 ] |
| Seoul Music Awards          | 2023 | Él               | Mejor actuación de R&B/Hip-hop | Ganador   | [ 19 ] |